# Pedro Pierluisi
Pedro Rafael Pierluisi Urrutia (San Juan, Puerto Rico, 26 de abril de 1959) es un abogado y  político puertorriqueño, que se desempeñó como gobernador de Puerto Rico hasta el 2 de enero de 2025. Miembro del Partido Nuevo Progresista y del Partido Demócrata de los Estados Unidos.
Pierluisi ocupó anteriormente este cargo de facto, durante cinco días en agosto de 2019, tras haber sido nombrado Secretario de Estado por el entonces gobernador Ricardo Rosselló; luego asumió como gobernador basándose en una ley luego declarada inconstitucional junto a su asunción por parte del Tribunal Supremo de Puerto Rico. Fue el comisionado residente de Puerto Rico en el Congreso de los Estados Unidos desde 2009 hasta 2016, habiendo ganado las elecciones para comisionado del 4 de noviembre de 2008 por primera vez.
El 31 de julio de 2019, fue nombrado por el renunciante gobernador Ricardo Rosselló como secretario de Estado y juramentó como gobernador de Puerto Rico el 2 de agosto de 2019. Sin embargo tras una petición del Senado de Puerto Rico, el 7 de agosto de 2019 el Tribunal Supremo de Puerto Rico resolvió declarar inconstitucional este juramento, convirtiéndose en el funcionario con menos tiempo en ese cargo en la historia puertorriqueña.
Luego de dejar la gobernación, Pierluisi buscó el puesto nuevamente, postulándose a las primarias del Partido Nuevo Progresista, derrotando a la gobernadora Wanda Vázquez, y posteriormente, según resultados preliminares, venciendo en la elección general, siendo el ganador con menor porcentaje de votos en la historia puertorriqueña.
El 2 de junio de 2024, luego de ser certificados por la Comisión Estatal de Elecciones (CEE) los resultados preliminares en las primarias del Partido Nuevo Progresista (PNP), el mandatario concedió la candidatura a la gobernación a Jennifer Gonzalez.

## Primeros años y educación
Pierluisi nació en 1959 en San Juan, Puerto Rico. Estudió en el Colegio Marista de Guaynabo, donde se graduó en 1977. En 1981, recibió un Bachillerato en Artes Licenciatura en Historia de América de la Universidad de Tulane, y más tarde obtuvo un Juris Doctor (JD) de George Washington University Law School en 1984. Fue presidente de la Asociación de Estudiantes Estadistas de Puerto Rico de capítulo en la Universidad de Tulane. Más tarde, fue presidente de la George Washington University Law Society Internacional 1982 hasta 1983. Durante sus estudios en la Universidad George Washington, Pierluisi fue internado en la oficina del Congreso del entonces comisionado residente, Baltasar Corrada del Río.

## Carrera profesional
Pierluisi primero ejerció la abogacía como abogado privado en Washington D. C. desde 1984 hasta 1990. En particular, Pierluisi fue uno de los principales abogados en representación del gobierno de Perú en su demanda contra los hermanos Hunt, Nelson Bunker, William Herbert y Lamar por tratar de acaparar el mercado de la plata a finales de 1970. Luego ejerció la abogacía en Puerto Rico desde 1990 hasta 1993. 

## Carrera política

### Secretario de Justicia de Puerto Rico
En 1993, el recién electo gobernador de Puerto Rico, Pedro Rosselló nombró a Pierluisi secretario de Justicia (fiscal general) de su nueva administración. El Senado de Puerto Rico lo confirmó por unanimidad. Como secretario, Pierluisi presidió a más de 500 fiscales y reclutó a 50 fiscales adicionales para el Departamento de Justicia, alcanzado un nivel de condenas penales en el tribunal de hasta 96 % de los casos, una mayor persecución de los casos remitidos por la Oficina del Contralor de Puerto Rico en un 400 %, y el aumento de las remisiones a la fiscalía especial independiente de Puerto Rico en un 50 %. En 1994, Pierluisi trabajó con el presidente Bill Clinton, la administración en la promoción de lo que eventualmente se convirtió en el Control del Crimen Violento y Cumplimiento de la Ley. En enero de 1997, culminó su período de secretario de Justicia.

### Comisionado residente

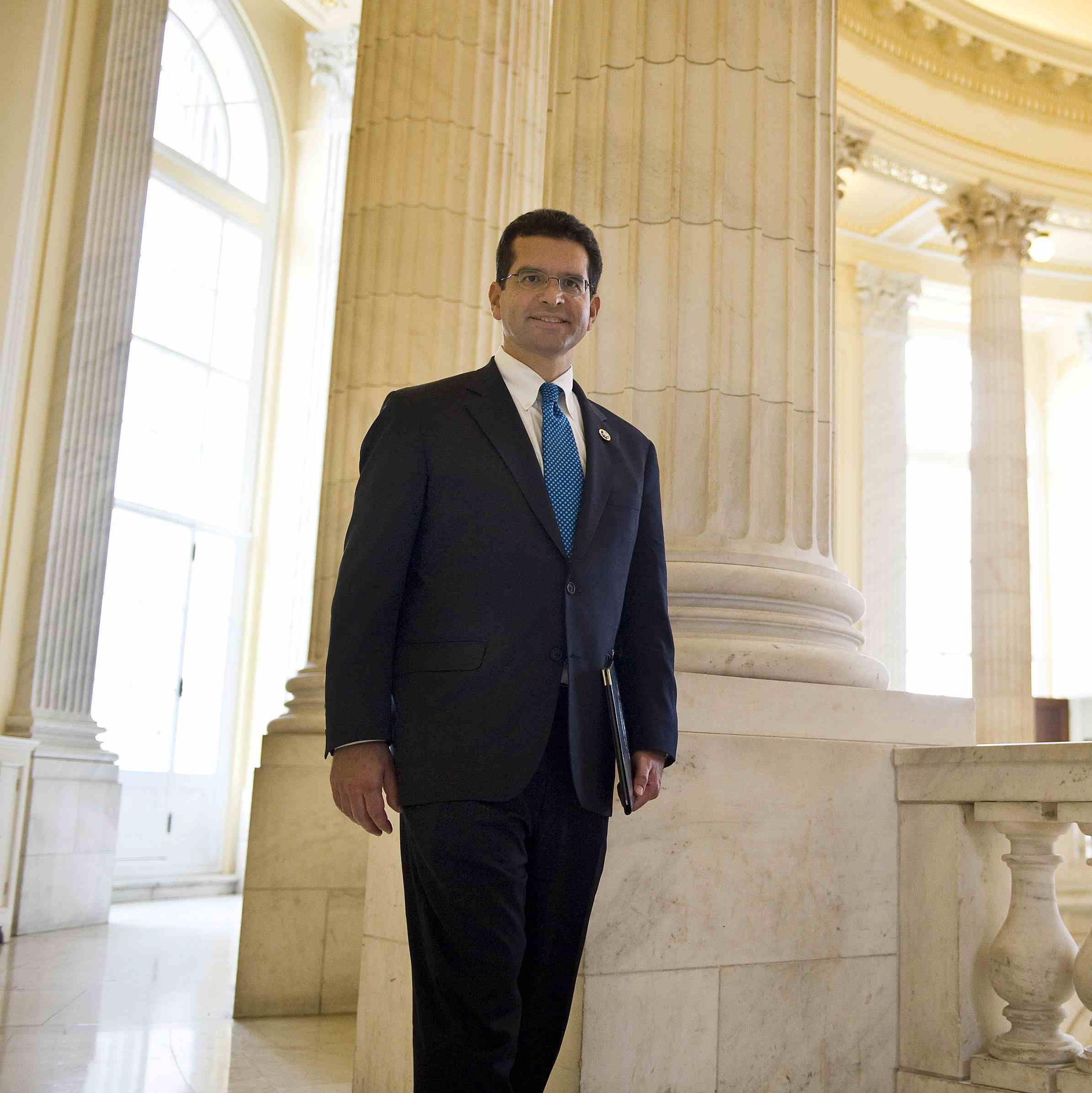
Pierluisi como Comisionado Residente en el Capitolio en 2009.

El 18 de mayo de 2007, Pierluisi anunció su candidatura para comisionado residente. Fue elegido por amplio margen como el único representante de Puerto Rico ante el Congreso de los Estados Unidos en las elecciones de 2008. Acompañó en la papeleta del Partido Nuevo Progresista al entonces comisionado residente y candidato a gobernador Luis Fortuño luego de unas reñidas primarias en su partido. Pedro Pierluisi respaldó al senador por Illinois, Barack Obama a la nominación del Partido Demócrata para presidente de los Estados Unidos. Se desempeñó como copresidente de la campaña de Obama en Puerto Rico.
El 15 de mayo de 2013, Pierluisi presentó un proyecto de ley para que Puerto Rico se admitido como estado.
En el 2015, Pedro Pierluisi confirma su aspiración para la gobernación de Puerto Rico, pero fue derrotado el 5 de junio de 2016 en primarias por Ricky Rosselló quien desde entonces también paso a ocupar la presidencia del Partido Nuevo Progresista.

### Secretario de Estado y gobernadorde facto
El 31 de julio de 2019, el gobernador saliente de Puerto Rico, Ricardo Rosselló, nombró a Pedro Pierluisi como secretario de Estado de Puerto Rico, tras la crisis política ocasionada por unas conversaciones polémicas, que culminaron en una serie de protestas y estas en la renuncia del gobernador. Si bien Pierluisi posesionó como secretario de Estado interino, su posición debía ser confirmada por el Senado de Puerto Rico y por la Cámara de Representantes.
Antes de hacerse efectiva su renuncia, Ricardo Rosselló confirmó a Pierluisi como su sucesor en la gobernación de Puerto Rico. Invocó a la Ley 7 del 24 de julio de 1952 para justificar la juramentación de Pierluisi. Señaló que esa normativa establece que «no será necesario que el secretario de Estado haya sido confirmado para asumir la gobernación de manera permanente». Pierluisi juramentó como gobernador a las 5:01 p. m. en una residencia privada.
El activista de derechos humanos puertorriqueño Samy Nemir-Olivares anunció vía Twitter que llevaría el caso de la juramentación de Pierluisi al Tribunal Supremo de Puerto Rico, órgano que decidiría si la toma de posesión es constitucional o no, lo que Nemir Olivares calificó de «golpe de estado». Poco después de la renuncia de Rosselló, Pierluisi llegó a la residencia oficial, La Fortaleza, donde daría un comunicado oficial.
Tras una petición del Senado de Puerto Rico liderado por Thomas Rivera Schatz, el 7 de agosto de 2019 el Tribunal Supremo de Puerto Rico resolvió declarar inconstitucional este juramento, convirtiéndose Pierluisi en gobernador de facto de Puerto Rico, es decir sin ser reconocido formal ni legalmente.

## Gobernador de Puerto Rico

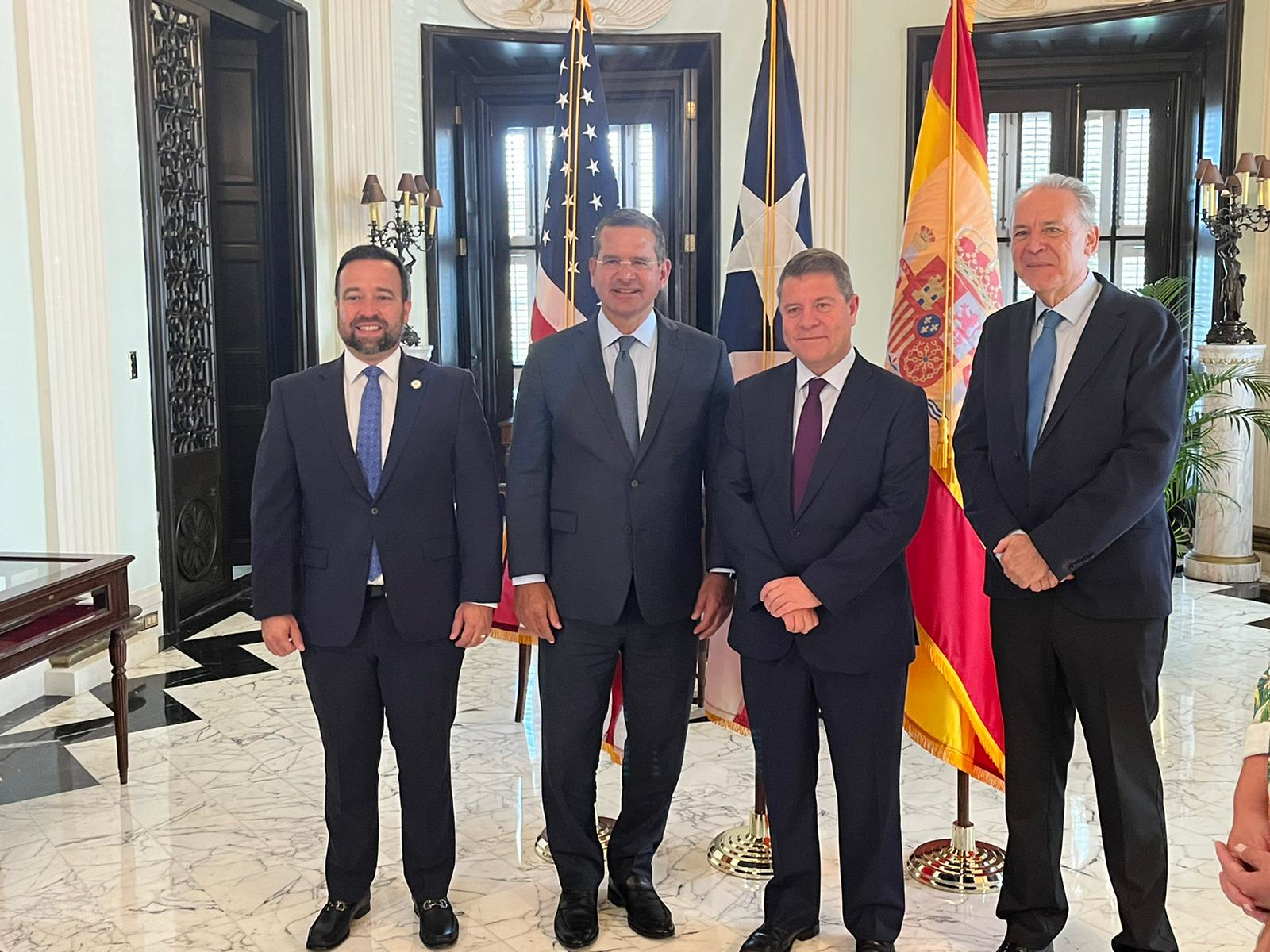
Pierluisi recibe al presidente de Castilla-La Mancha Emiliano García-Page en La Fortaleza en 2022.

El 2 de enero de 2021, se juramentó como gobernador de Puerto Rico en una ceremonia que aunque multitudinaria fue organizada con una asistencia inferior a las anteriores al Covid-19. La figura internacional de más estatura en asistir fue el presidente de la República Dominicana, Luis Abinader.
Pierluisi hizo campaña impulsando la estadidad para la isla como otros gobernadores del PNP han hecho anteriormente. Tras los resultados del plebiscito de las elecciones generales del 2020, Pierluisi veto un proyecto de la Cámara de Representantes que buscaba derogar la Ley-65-2020 y la Ley-167-2020. Estas leyes convocan un elección para elegir cabilderos por la estadidad que apoyarían esta posición ante el Congreso de Estados Unidos. 
El 24 de enero de 2021 el gobernador decretó un estado de emergencia por la violencia de género. Después del asesinato de Andrea Ruiz por su expareja el gobernador dijo que el sistema falló y ordenó al secretario de justicia que mediante legislación o reglamentación siempre haya presencia del ministerio público en casos de violencia doméstica.
El 15 de marzo el gobernador indicó que el Estado de emergencia sobre el transporte marítimo hacia Vieques y Culebra tendría que mantenerse hasta el 2022 cuando termine la privatización del servicio de lanchas. Luego de protestas por el servicio de lanchas que llevó a enfrentamientos entre manifestantes y agentes el gobernador indicó que respaldó las acciones de las Fuerzas Unidas de Rápida Acción (FURA).
Entre los enfrentamientos políticos del gobernador y la legislatura estuvo la nominación de Elba Aponte como secretaria de educación. Luego de una vista, la Cámara de Representantes rechazó la nominación de Aponte y el 17 de abril el gobernador retiró la nominación de Aponte.
Después de reclamos por sectores para cancelar el contrato del gobierno con LUMA Energy el gobernador crítico estos reclamos. Este indicó que el contrato no aumentará el costo del servicio eléctrico  y que privatizar la red eléctrica sería lo mejor para la isla.
El 1 de octubre de 2023, Pierluisi oficializó su candidatura a la reelección para un segundo término como gobernador en un evento en el Centro de Convenciones de Puerto Rico. Lo hizo rodeado de líderes del PNP tal como el Expresidente del Senado Thomas Rivera Schatz, el Alcalde de San Juan Miguel Romero, entre otros. Se enfrentará en elecciones primarias contra la titular de la comisaría residente y su antigua compañera de papeleta en las elecciones de 2020 Jenniffer González.
El 2 de junio de 2024, luego de su derrota en las primarias contra Jennifer Gonzalez, su rival en el Partido Nuevo Progresista, el gobernador concedió la candidatura a la gobernación. El 30 de junio dejó la presidencia del Partido Nuevo Progresista. Las elecciones se llevarán a cabo en Noviembre de este año.
En julio de 2024, Pedro Pierluisi convoca a un referéndum de autodeterminación para Puerto Rico, en noviembre de 2024, por primera vez, el estatus de Estado Libre Asociado de Puerto Rico, no aparece en este referéndum de autodeterminación.

## Vida personal

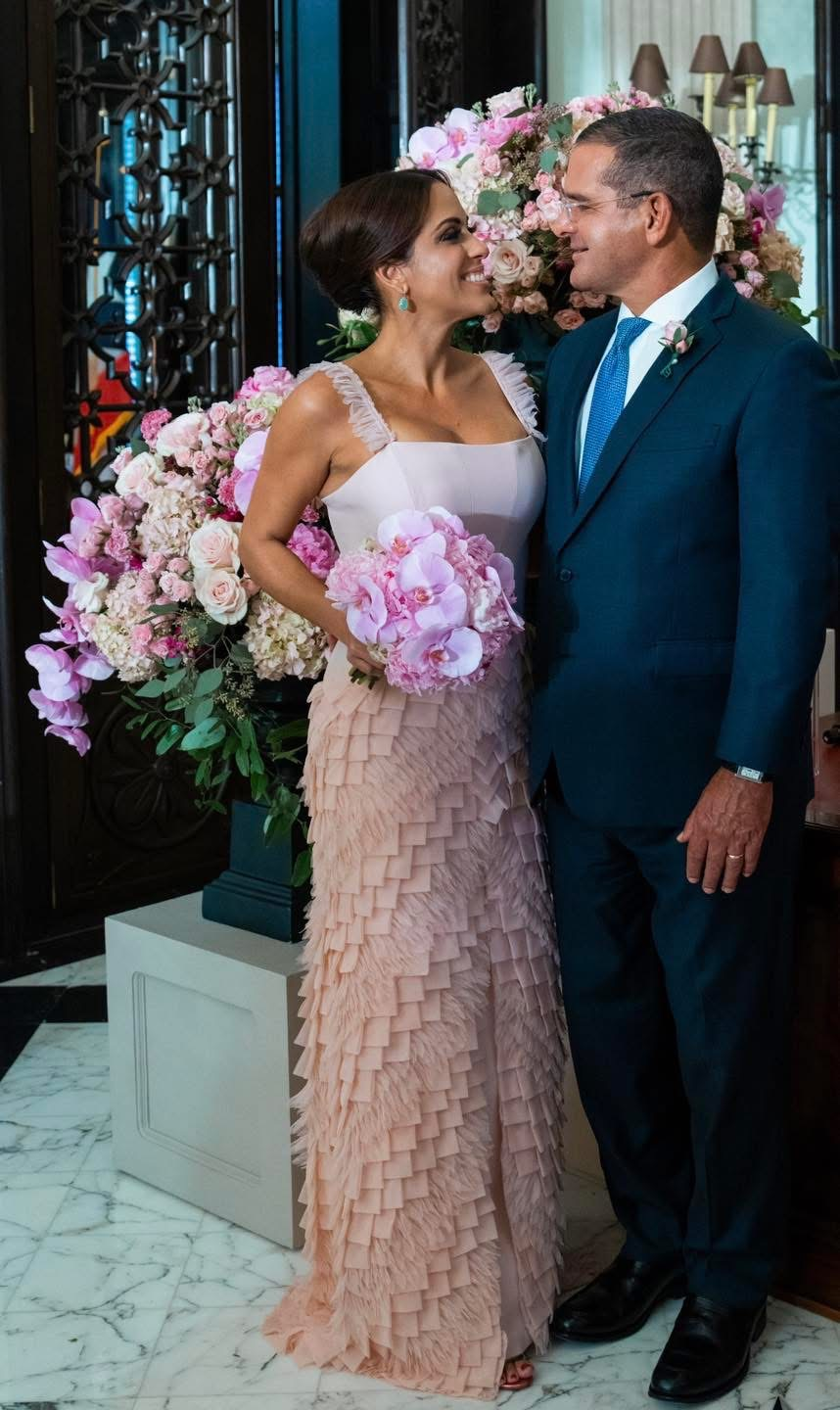
Pierluisi y Ansótegui el día de su boda.

El primer matrimonio de Pierluisi fue con María Eugenia Rojo, con quien se casó el  20 de junio de 1981 y se divorció a finales de la década de los 90. Tuvo cuatro hijos con su primera esposa: Anthony, Michael, Jacqueline, y Rafael.
Su segundo matrimonio fue con María Elena Carrión, con quien se casó el 2007 y se divorció el 2019.
Desde 2020 es pareja de la abogada Fabiola Ansótegui Blanc. El 10 de diciembre de 2023, Pierluisi se comprometió con Ansótegui. El 7 de diciembre de 2024, Pierluisi contrajo nupcias con Ansótegui Blanc.

## Historial electoral

Resultados de la elección para Gobernador de 2020 por municipio.

| Año  | Cargo                 | Tipo      | Partido | Partido | Votos     | %    | Posición | Resultado |
| ---- | --------------------- | --------- | ------- | ------- | --------- | ---- | -------- | --------- |
| 2008 | Comisionado residente | Primarias |         | PNP     | 440,672   | 59.6 | 1.º      | Electo    |
| 2008 | Comisionado residente | Generales |         | PNP     | 1,010,304 | 52.7 | 1.º      | Electo    |
| 2012 | Comisionado residente | Generales |         | PNP     | 905,066   | 48.4 | 1.º      | Reelecto  |
| 2016 | Gobernador            | Primarias |         | PNP     | 228,498   | 48.9 | 2.º      | Derrotado |
| 2020 | Gobernador            | Primarias |         | PNP     | 168,215   | 57.7 | 1.º      | Electo    |
| 2020 | Gobernador            | Generales |         | PNP     | 427,016   | 33.2 | 1.º      | Electo    |
| 2024 | Gobernador            | Primarias |         | PNP     | 132,805   | 45.4 | 2.º      | Derrotado |